# Welcome Home (Carole King)
Welcome Home è un album in studio della cantautrice statunitense Carole King, pubblicato nel 1978.

## Tracce
1. Main Street Saturday Night
2. Sunbird
3. Venusian Diamond
4. Changes
5. Morning Sun
6. Disco Tech
7. Wings of Love
8. Ride the Music
9. Everybody's Got the Spirit
10. Welcome Home